# Sahaja Yoga International
Sahaja Yoga International, ook wel Vishwa Nirmala Dharma, is een nieuwe religieuze beweging die in 1970 werd opgericht in Nargol, India. Sahaja Yoga International ontwikkelde de yogavorm sahaja-yoga.
De grondlegster Nirmala Srivastava is beter bekend als Shri Mataji Nirmala Devi. Ze wordt ook wel Moeder genoemd door haar volgelingen, die haar zien als de reïncarnatie van de Adi Shakti, oftewel de oerkracht van het universum. Met de 'zelfrealisatie' (lees: wedergeboorte), ook wel 'het pad naar de vrede' genoemd, stelt men zich voornamelijk ten doel zich te verheffen boven alle conditioneringen en egogeoriënteerde behoeftes die ons levenspad doorkruisen zonder ook maar enigszins, op welk vlak dan ook, in te hoeven boeten in levensstijl of opvatting. Sahaja Yoga International is een moderne stroming met oeroude wortels die af wil rekenen met de dogmatische retoriek der mystiek, die wortel heeft geschoten in talrijke ouderwetse, orthodoxe religies. Het is volgens de beweging zaak zuiverheid en transparantie na te streven, waarbij de essentie van sahaja-yoga, te weten het ontwaken van de Kundalini (de levenskracht die zetelt in ons heiligbeen), als ultiem doel wordt gesteld, in een poging de mens via meditatie tot een hoger niveau te verheffen.
De beoefening van sahaja-yoga groeide en spreidde zich vanuit India over veel landen in de wereld. De beoefening ervan is ook geleerd aan gevangenen in Italië, Nederland (Vught) en de VS, met het oogmerk hen sociaal, psychisch en spiritueel te rehabiliteren. Bassist Eero Heinonen van de Finse band The Rasmus en bassist Matt Malley, die in de Amerikaanse band Counting Crows zijn debuut maakte, zijn openlijke beoefenaars van sahaja-yoga.